# Anax georgius
Anax georgius – gatunek ważki z rodziny żagnicowatych (Aeshnidae).